# 娜塔莉·安博莉亚
娜塔莉·珍·安博莉亚（發音： /ɪmˈbruːliə/；1975年2月4日—），是澳大利亚的创作型歌手，模特和女演员。娜塔莉名列VH1前100位最性感艺术家第90名。

## 早年生活
1975年2月4日娜塔莉出生于澳大利亚悉尼，她的父亲有意大利血统（来自意大利西西里岛）母亲是英国裔澳大利亚人，他们育有四个女儿，娜塔莉是老大。在15岁时，她与她的家人搬到悉尼。娜塔莉学习芭蕾，踢踏舞，以及高地舞蹈，希望把跳舞作为一个职业。16岁时，她离开了高中，开始了演艺生涯。她的才能很快得到发挥，因参演红极一时的肥皂剧《家有芳鄰》而成名。1994年她离开节目搬到伦敦，在伦敦她见到了安妮·巴瑞特，她后来的经纪人。她与BMG公司签约，推出了她个人的首支单曲Torn。

## 职业生涯
此后她转向音乐领域，并在1997年凭借翻唱歌曲《Torn》一举成名。这首歌成为全球热门单曲，使她获得了多个奖项，并奠定了她在国际音乐界的地位。
她的首张专辑《Left of the Middle》取得了巨大成功，后续专辑如《White Lilies Island》（2001年）和《Counting Down the Days》（2005年）进一步展示了她作为创作型歌手的才华。尽管音乐是她的主要事业，娜塔莉也尝试重返影视圈，例如参演电影《Johnny English》和在《Closed for Winter》中担任主演。此外，她还积极参与慈善事业和公益活动，例如支持对抑郁症和心理健康的关注。

## 个人生活
2003年，娜塔莉·安博莉亚和男友银椅合唱团主唱丹尼尔·约翰斯，在澳大利亚昆士兰州道格拉斯港海滩上举行仪式结婚。2008年1月4日，安博莉亚和约翰斯发表一份声明宣布离婚，称距离是离婚的主要原因。
娜塔莉·安博莉亚是创作型歌手劳拉·安博莉亚的大姐。

## 唱片
- Left of the Middle （《偏心》）（1997）
- White Lilies Island（《百合之島》）（2001）
- Counting Down the Days（《等爱时分》）（2005）
- Come to Life（2009）
- 情有獨鍾Male（2015）

## 电影作品
| 年份 | 片名                           | 角色             | 备注 |
| ---- | ------------------------------ | ---------------- | ---- |
| 2003 | 《憨豆特工》（Johnny English） | Lorna Campbell   |      |
| 2009 | Closed for Winter              | Elise Silverston |      |

## 电视作品
| 年份      | 名称                                  | 角色                  | 备注 |
| --------- | ------------------------------------- | --------------------- | ---- |
| 1992–1994 | 《家有芳鄰》（Neighbours）            | Beth Brennan          |      |
| 1997      | Law of the Land                       | Faye Watson           |      |
| 1998      | 《周六夜现场》（Saturday Night Live） | Musical Guest/Herself |      |
| 2002      | Legend of the Lost Tribe              | Koala                 |      |
| 2009      | In Memory Of Maia                     | Herself               |      |
| 2010      | The X Factor                          | Guest Judge           |      |
| 2010      | The X Factor (Australia)              | Judge/Herself         |      |